# Сералунга (Бјела)
Сералунга је насеље у Италији у округу Бијела, региону Пијемонт.
Према процени из 2011. у насељу је живело 45 становника. Насеље се налази на надморској висини од 390 м.